# ホンキをだして
「ホンキをだして」は、酒井法子の8枚目のシングル。1989年1月1日にビクター音楽産業より発売された。昭和64年に発売された数少ない曲のひとつ。

## 解説
- 酒井自身、1980年代にリリースしたシングルとしては、オリコンチャート上において同楽曲が最大のセールス（9.8万枚）を記録した[1]。
- TBS系生放送音楽番組『ザ・ベストテン』では、最高第9位へ2週間連続でランクイン（1989年1月19日・1月26日放映分）。
  - だが当曲以降の酒井は、1989年9月28日限りで同番組の放映打ち切り時までに、10位以内に入る事が出来なかった（ただし、1989年8月24日放映時に「さよならを過ぎて」で「今週のスポットライト」コーナーへ登場、これが酒井自身最後の『ザ・ベストテン』生出演となった）。

## 収録曲
両曲 作詞：森浩美 作曲：筒美京平 編曲：船山基紀
1. ホンキをだして
2. かわらないでね
3. ホンキをだして（オリジナル・カラオケ）　コンパクトカセット・CDのみ
4. かわらないでね（オリジナル・カラオケ）　コンパクトカセット・CDのみ